# 君士坦丁摘录
君士坦丁摘录（拉丁语：Excerpta Constantiniana）或简称摘录（拉丁语：Excerpta，希腊语：᾽Εκλογαί）是拜占庭帝国时期的一部希腊文文献，其中包含了至少25位史家的作品摘录。这部作品是由拜占庭皇帝君士坦丁七世（913-959年在位，其中945-959年单独掌权）组织编写的，但在他死时可能尚未编成。全书共有53卷，但只有两卷完整保存下来，另外三卷有部分章节存世，还有二十一卷的题目保存下来。学界一般使用翻译成拉丁文的各卷题目，也常用拉丁文“Excerpta”指称整部书。
原本的作品可能并非一般意义上的摘录，而是把前代史家的完整文本按内容主题重新排列而成。作品的前言宣称，编纂的体例是将史家的文本段落按主题而非时间顺序排列，使得“文本中的任何部分都会归入某个主题，而且在这种根据内容的排列方法中，叙述的任何部分都不会被省略，而是会被完整保留下来”。但实际上，书中存在删节的证据，也加入了一些评论。 每一卷都专注于历史的某一个方面，如宫廷政治、皇帝传记、军事、外国风土人情等等。
《摘录》中收录的时代最早的史家是希罗多德（公元前5世纪），最晚的则是9世纪的僧侣乔治。《摘录》保存了波利比阿、大马士革的尼古拉斯、德克西皮乌斯、尤纳皮乌斯、普利斯库斯、贵族彼得、卫兵米南德与安条克的约翰等史家的仅见于此的段落，因为《摘录》倾向于精准地复制原文，在辑佚上较有价值。其他被收进《摘录》的史家还有修昔底德、色诺芬、西西里的狄奥多罗斯、哈利卡纳苏斯的狄奥尼索斯、约瑟夫斯、阿里安、亚姆比利库斯、阿庇安、卡西乌斯·狄奥、索克拉蒂斯、狄奥多勒、索佐门、菲罗斯托尔吉乌斯、佐西穆斯、普罗柯比、阿加西阿斯、狄奥菲拉克特·西莫卡塔、约翰·马拉拉斯、马尔枯斯。在一卷之内，各史家作品的排序并没有明显的规则，但在一卷之中来自同一作者的内容摘录不会乱了顺序。
《摘录》唯一完整保存下来的部分的题目是Excerpta de legationibus（关于使节的摘录），它分为两卷：Excerpta de legationibus gentium ad Romanos（关于派往罗马的使节的摘录）与Excerpta de legationibus Romanorum ad gentes （关于罗马派出的使节的摘录），其原本藏于埃斯科里亚尔修道院，但1671年被大火烧毁，不过在此之前已制作了几份复制品。Excerpta de insidiis （关于阴谋的摘录）一卷有两份16世纪的复制品，一份同样藏于埃斯科里亚尔修道院（书架号 Ω.I.11），另一份藏于法国国家图书馆（编号Graecus 1666）。另有两卷有部分章节存世：Excerpta de virtutibus et vitiis（关于美德与罪行的摘录），作为《佩雷斯基安努斯手抄本》（Codex Peirescianus）的一部分藏于图尔图书馆，Excerpta de sententiis（精炼宣言摘录）以重写本的形式幸存，藏于梵蒂冈图书馆（编号Graecus 73）。1582年，人文主义者富尔维奥·奥尔西尼将《摘录》整理出版，1582年在安特卫普印刷。
编写《摘录》的原始目的是“以史为鉴”，如果统治者可以从历史中学到有益的经验，那么将历史按主题排列将有助于君主吸取历史经验教训，用学者莱昂诺拉·内维勒的话说，“如果君主面临着某件事务，（有了这本书）他就可以一次遍览罗马历史上所有的类似例子”。稍后编成的《苏达词典》引用《摘录》多过引用其摘引的原始文献。 

## 校勘本
- Excerpta Historica iussu imperatoris Constantini Porphyrogeniti Confecta, ed. Ursul Boissevain, Carl de Boor, Theodor Büttner-Wobst, and Anton Roos, 4 vols. Berlin: Weidmann, 1903–1910.

## 引用
1. 1 2 3 4 5 6 7  Banchich 2012.
2. 1 2 3 4 5  Neville 2018，第110–113頁.
3. ↑  Humphreys 2018.
4. 1 2 3  Kazhdan 1991.
5. ↑  Németh 2018，第5–11頁.
6. ↑  Németh 2018，第4頁.
7. ↑  Banchich 2015，第3頁.
8. ↑  Németh 2018，第5頁.